# Artension
Artension est une revue d'art contemporain fondée en 1982. Elle se veut prospective, alternative, ouverte à des analyses critiques diverses et indépendante du marché.

## Historique
Le numéro 1 est de février/mars 1982 et est publié à Poitiers par l'association d'artistes éponyme sous la direction de Pierre Souchaud . Ce périodique publie, jusqu'en 1987, 15 numéros de diffusion régionale puis, installé à Rouen, publie 33 numéros de diffusion nationale jusqu'en 1992. Après neuf années d'absence, Artension reparaît à l'initiative de Pierre Souchaud, établi pour sa troisième période à Caluire, près de Lyon, tous les deux mois depuis septembre 2001,. Son conseil de rédaction réunit une trentaine de membres, parmi lesquels les critiques ou écrivains d'art Marie-Odile Andrade, Ileana Cornea, Yves Cothouit, Laurent Danchin, François Derivery, Lydia Harambourg, Jean Laude, Françoise Monnin, Simon Njami, Bernard Gouttenoire, Christian Noorbergen, Francis Parent, Amélie Pékin, Jean Planche, Raymond Perrot, Gérard Xuriguera, etc.
Après le numéro 48 de juillet-août 2009, le numéro 97 de septembre-octobre 2009 est produit par une équipe dont la composition se modifie. En particulier, Jean-Luc Poncin devient directeur de la publication, à la place de Pierre Souchaud qui demeure rédacteur en chef, assisté de Françoise Monnin, rédactrice en chef adjointe. Pour le numéro 99 de janvier-février 2010, Françoise Monnin assume le poste de rédactrice en chef, puis le devient ensuite,.
À partir du numéro 150 de juillet-août 2018 le magazine change de propriétaire et rejoint un groupement de sociétés d'édition spécialisées dans le domaine de l'art et comprenant les éditions Lelivredart, les éditions La Manufacture de l'image et la revue Art Insider. Milarépa Bacot devient directeur de la publication et le magazine adopte une nouvelle charte graphique et son contenu est renouvelé.

## Ambition éditoriale
Dans son projet initial, « Artension veut (...) donner à voir en urgence, libérer un flot d'images, revenir à la source, à l'essentiel, à l'objet même du discours que sont les œuvres (...) comme repères indispensables pour une nécessaire restauration des valeurs et une réhabilitation du Sens », écrit Pierre Souchaud, le fondateur de la revue, dans un éditorial. Il s'agit pour lui de « sortir des schémas convenus, transgresser les postures imposées, s'extraire des machines à instrumentaliser le vivant, construire d'autres réseaux, inventer un autre regard, une autre pensée, une autre histoire, un autre discours sur la création actuelle ». Pierre Souchaud dénonce aussi les manifestations d’auto-congratulation, de fausse subversion, la marchandisation et la spectacularisation du monde de l'art et de l'art officiel,. La revue est ressentie comme plus clivante que nombre de magazines s'adressant aux collectionneurs,.
La revue consacre des articles aux expositions de jeunes artistes mais aussi à de peintres exerçant depuis plus longtemps mais dont l’œuvre leur semble négligée, tels Bissière, Bertholle, Estève, Le Moal ou Manessier à Nallad ou Maria Manton. Elle publie également des textes de synthèse, comme « Les artistes et l'art officiel » (François Derivery), « Place des femmes en art et critique féministe » (Fabienne Dumont), « Pierre Bourdieu et l'art contemporain » (Nathalie Heinich), « L'art est la tache aveugle des visions politiques » (Christian Noorbergen), « Au fond, c'est quoi l'art officiel » (Francis Parent), « Art officiel : un anti-académisme communicationnel en diable » (Pierre Souchaud). Au-delà de la création en France, d'autres dossiers ont pour thèmes « Algérie : peintres des deux rives » (Michel-Georges Bernard), « L'histoire de l'art contemporain africain » (Simon Njami), « Arts premiers, un réenchantement du monde » (Christian Noorbergen).
La revue propose dans chaque numéro des entretiens et des portraits d'artistes, des revues d'expositions, un agenda sélectif, ainsi qu'un dossier thématique lié à l'art actuel.
Artension publie en moyenne deux fois par an des hors-séries sur l'art (Street Art, Art brut, Sculpture, Abstraction...) et publie un Guide des centres d'art, ainsi qu'un Guide des galeries d'art.

### Revues sur l'art
- Art press
- Beaux Arts magazine
- Connaissance des arts